# Casati (famiglia)
I Casati sono una famiglia lombarda attestata dall'XI secolo. Nel 1277 venne ascritta nella matricola delle duecento famiglie patrizie milanesi pubblicata da Ottone Visconti.

## Storia
La loro origine accertata si colloca a partire dal capostipite Pietro Casati, vissuto durante la prima metà dell'XI secolo. Questi ebbe da moglie ignota numerosi figli, dei quali solamente due risultano citati in documenti dell'epoca, Eriberto, prete, che fondò le chiese di San Pietro e San Paolo a Brugora (Besana in Brianza) nel 1102 e Giovanni, morto agli inizi del XII secolo.
Quest'ultimo ebbe da moglie ignota tre figli. Il secondogenito, Pietro fu l'unico ad avere discendenti. Il suo bisnipote Giordano (morto nella seconda metà del XIII secolo) ebbe quattro figli, Ottone, che diede luogo ad un ramo della famiglia estintosi nei maschi dopo il 1561 con Filippo, Allegranza, Conte (morto a Roma l'8 aprile 1287), cardinale del titolo di San Pietro e Marcellino dal 23 marzo 1281, arcidiacono della Cattedrale di Milano dal 1270 e Manfredo, morto nella seconda metà del XIII secolo.
Dai suoi discendenti (nella fattispecie dal nipote Filippo, figlio secondogenito di Manfredo), si origineranno i rami comitali che acquisiranno lustro e prestigio a Milano e nella Lombardia medioevale e rinascimentale, estendendosi sino all'età moderna nella città di Milano. Le proprietà terriere dei numerosissimi componenti la famiglia Casati erano sparse in molte zone della città di Milano e in molte località del suo territorio. Alcuni documenti consentono di individuarle con maggiore precisione, come pure d'intravedere le diverse professioni che furono praticate nell'ambito delle famiglie e di valutarne quindi meglio il peso sociale ed economico. Oltre ai beni di Casate Vecchio, Casate Nuovo, Monticello, Robecco e Arcore, cui si è già accennato, ricordiamo le botteghe in città, attestate nel 1406, le case nelle quali abitavano i vari ceppi, e che erano sparse per tutti, o quasi, i quartieri cittadini, i terreni già citati a Porta Romana e a Porta Vercellina (1398), la grossa proprietà di Lambrate, in località Mulini della Trinità, attestata nel 1405, i beni del territorio di Locate (1369), di Gorgonzola, della cui chiesa è beneficiale nel 1405 Giovanni Casati, quelli in Bruzzano (1369), in Albignano, pieve di Corneliano (1396), in Biassono (1406); nella pieve di Corbetta (1420), e in molte altre località, oltre Casate Nuovo, nella pieve di Missaglia, in territorio di Bernate, pieve di Vimercate (1397).
Il quarto figlio di Alberto, Guglielmo, avrebbe dato origine al ramo comitale dei Casati di Fabbrica.
Conte Casati avrebbe dato origine ai rami comitali dei Casati di Spino, dei Casati di Borgolavezzaro, dei Casati Stampa di Soncino.

## Rami comitali

### Ramo Casati di Spino
L'origine di questa branca della famiglia è collocata a partire da Pietro Casati, patrizio milanese, decurione di Milano, luogotenente dell'ospedale Maggiore, morto intorno al 1530. Il titolo comitale venne assunto tuttavia solamente a partire da don Giuseppe (Monza, battezzato il 31 luglio 1673- 1740), cassiere e regolatore della mercanzia del Ducato di Milano, carica con cui divenne molto facoltoso. Venne creato Conte con Diploma imperiale datato 22 dicembre 1728. Acquistò il feudo di Spino e Nosadello il 17 settembre 1730 e su di esso poggiò il titolo comitale; ottenne la concessione dello jus proclamandi il 18 gennaio 1732. Si sposò due volte: dal secondo matrimonio, contratto con Anna, figlia di Giovanni Battista Negri, Regolatore Generale dell'appalto di Mercanzia del Ducato di Milano ebbe don Cristoforo (2 giugno 1724- 1804), divenuto 2º conte di Spino e Nosadello nel 1740, alla sua morte. Quest'ultimo ebbe tre figli maschi:
1. don Giuseppe (San Donnino alla Mazza (attualmente parte di Milano), 25 settembre 1762- Milano 10 marzo 1833), 3º conte di Spino e Nosadello dal 1804 (titolo confermato nel 1817); Dottore in leggi nel 1786, Auditore del Tribunale di prima istanza di Milano dal 28 febbraio 1788, regio delegato a Casalmaggiore dal 1791, uno degli Amministratori Delegati del Dipartimento d'Olona il 6 ottobre 1798, componente del Governo provvisorio d'Olona il 27 novembre 1799, prefetto del Dipartimento del Lario dal 1803, Barone del Regno Italico con Decreto imperiale datato: Parigi 7 novembre 1811 e lettere patenti datate: Compiègne 17 settembre 1811; imperial regio delegato di Lodi e Crema alla Restaurazione. Sposò il 27 settembre 1807 Donna Marianna Brivio Sforza (19 giugno 1786-11 febbraio 1842), figlia di don Cesare, 8º marchese di Santa Maria in Prato e di donna Antonia Erba Odescalchi dei marchesi di Monteleone.
2. don Antonio (San Donnino alla Mazza 3 marzo 1771-1854), 4º conte di Spino e Nosadello dal 1833.
3. don Carlo (6 agosto 1776-1864), 5º conte di Spino e Nosadello dal 1854. Sposò Antonia Fraganeschi, da Cremona.

Da don Carlo si originarono gli ultimi esponenti dei conti di Spino e Nosadello, vista l'assenza di eredi maschi dei due fratelli maggiori (o anche come conseguenza del fatto che alcuni di essi risultarono premorti rispetto ad essi, non lasciando poi discendenza maschile). Il nipote di don Carlo (figlio del secondogenito don Cristoforo), don Carlo (1834- ?), divenne il 6º conte di Spino e Nosadello dal 1864. Dottore in leggi, notaio, storico, fu componente della Regia Deputazione sopra gli studi di Storia Patria a Torino dal 23 maggio 1881.

### Ramo Casati di Casate
Il ramo si originò nel 1691 con la concessione a don Giovanni, già Vicario di Provvisione di Milano dal 1690, del titolo di marchese Casati (diploma conferito dal Duca di Parma e Piacenza il 3 aprile 1691). Gli succedette il fratello don Giulio nello stesso anno a seguito della sua morte avvenuta in Spagna: egli acquisì i diritti feudali su Casatenovo il 23 giugno 1692 e sposò donna Chiara Guicciardini nel 1687 e morì il 20 aprile 1706, lasciando otto figli. 
Il figlio secondogenito della coppia, don Francesco succedette al padre come terzo marchese, venendo confermato nella sua posizione dal diploma conferitogli dall'Imperatore Carlo VI il 19 luglio 1720. Nello stesso anno sposò Chiara Elena Olgiati (figlia del marchese Ignazio, signore di Bussero e di donna Teresa Sirtori). Morì nel 1768, lasciando cinque figli (tre maschi e due femmine). I primi due, don Giulio (1721-1786) e don Giovanni Paolo (1723-1792), quarto e il quinto marchese, morirono senza eredi. A questo punto subentrò un ramo cadetto della famiglia, originatosi dal minore dei figli di don Giulio, don Giuseppe Casati. Il discendente di quest'ultimo (nella fattispecie il figlio terzogenito don Apollonio, a seguito della rinuncia del fratello ecclesiastico don Francesco al titolo nobiliare) divenne nel 1792 il sesto marchese Casati. Don Apollonio, giureconsulto, sposò nel 1760 Maria Delfinoni. La coppia ebbe un solo figlio, don Francesco. Questi, nato nel 1764, divenne giureconsulto e consigliere imperiale privato. Sposò Carolina dei conti Bedoni nel 1796. Divenuto settimo marchese Casati alla morte del padre (avvenuta in data incerta, ma comunque posteriore al 1805), morì a Milano il 3 marzo 1837, senza lasciare eredi. Con la sua morte si estinse il ramo dei marchesi Casati di Casate.

### Casati Stampa di Soncino e Casati Conti di Borgolavezzaro
Questi rami hanno come capostipite Giovanni Battista Casati, Patrizio Milanese (?-ca. 1557). Questi sposò in prime nozze (contratto: 13 gennaio 1524) Francesca, figlia di Evangelista Andreotti de Reiva e in seconde nozze Orsola de Capitani di Lavello, vedova di Stefano Pellegrini. Il figlio di Giovanni Battista Casati, Gerolamo (morto il 23 aprile 1594), patrizio milanese, ispettore generale di cavalleria a Milano, decurione di Milano, ebbe due figli: Giambattista (1557-ca. 1617) e Alfonso (1565-1621). 

#### Ramo Casati Stampa di Soncino
Ramo originatosi a partire da Giovanni Battista Casati (1557-1617), figlio maggiore di Gerolamo Casati. L'ottenimento da parte di questo ramo della famiglia del titolo comitale si ha nel 1771 con Gabrio Casati (1701-1787), riconfermato al figlio Agostino (1739-1820) con diploma del 1796. Gaspare Casati (1756-1808), altro figlio di Gabrio, ebbe i figli Teresa Casati (1787-1830), prima consorte di Federico Confalonieri (1785-1846), Gabrio Casati (1798 - 1873), podestà di Milano, presidente del Governo provvisorio della Lombardia nel 1848 e presidente del Consiglio dei ministri e del Senato, e Camillo Casati (1805-1869), Sindaco di Muggiò. 
Da Camillo nacque Gian Alfonso Casati (1854-1890), coniugato con Luisa Negroni Prati Morosini. Quest'ultima avrebbe ereditato gran parte dei beni di Massimiliano IX Giovanni Stampa (1825-1876). Il figlio primogenito della coppia, Camillo (Muggiò, 1877-Roma, 1946), avrebbe ottenuto nel 1892 il titolo di marchese e l'autorizzazione ad aggiungere al proprio il cognome Stampa di Soncino. Camillo è inoltre noto per essere stato il marito della socialite Luisa Amman, figlia dell'industriale cotoniero Alberto Amman. 
Il figlio Camillo (1927-1970), omonimo del padre, nacque dalla relazione avuta da questi con Anna Ewing Cockrell. Anna Ewing Cockrell (26 maggio 1884-18 settembre 1946) era l'ultima figlia del brigadiere generale della Confederate States Army nonché senatore Francis Marion Cockrell (1834-1915), originario del Missouri, esponente dell'influente famiglia di politici del Sud South–Cockrell–Hargis. 
Camillo morì suicida nel 1970 dopo aver assassinato la moglie. Anna Maria (1951), figlia di Camillo, è l'ultima discendente di questo ramo della famiglia, che con la morte del padre si estinse nella linea maschile.

Imparentati in linea femminile con questo ramo dei Casati vi erano anche i discendenti di Roberto Visconti dei marchesi di San Vito (1862-1922), fratello minore del IX marchese Ermes e figlio di Carlo Ermes, VIII marchese. Roberto aveva infatti sposato Anna (22 febbraio 1863-1 settembre 1939), figlia di Luigi Agostino Casati, IV conte Casati (secondogenito di Gabrio Casati e della sua seconda moglie Beatrice Casati). L'ultimo esponente di questo ramo della famiglia è stato Gabrio Luigi, XII marchese di San Vito (1943-1997), morto senza lasciare discendenti, determinando l'estinzione del ramo dei Visconti marchesi di San Vito. 
Tutti gli esponenti di questo ramo della famiglia Casati sono sepolti presso lo storico Mausoleo Casati Stampa di Soncino nel cimitero urbano di Muggiò.
- Don Gabrio (6 gennaio 1701 - 1787), 1º conte Casati dal 1771
- Don Agostino (12 agosto 1739 - Roma, 20 gennaio 1820), 2º conte Casati (1787-1820)
- Don Gabrio Casati (Milano, 2 agosto 1798- Milano, 16 novembre 1873), 3º conte Casati
- Don Camillo Casati (Milano, 15 agosto 1805 - Milano, 23 ottobre 1869), conte
- Don Luigi Agostino (Milano 4 giugno 1827 - Milano, 1º novembre 1881), 4º conte Casati
- Don Gabrio (Palazzolo Milanese 12 settembre 1860 - 1860), 5º conte Casati
- Marchese Camillo Casati Stampa di Soncino (Muggiò 12 agosto 1877 - Roma 18 settembre 1946), ottenne il rinnovo del titolo comitale con Regio Decreto motu proprio del 16 novembre 1890 e Regie Lettere Patenti del 29 marzo 1891, marchese di Casate e autorizzazione ad aggiungere il cognome Stampa di Soncino con Regio Decreto motu proprio del 14 febbraio 1892 e Regie Lettere Patenti del 25 febbraio 1892
- Conte don Alessandro (Milano 5 marzo 1881 - Arcore 4 giugno 1955), patrizio milanese, i titoli gli vennero riconosciuti con Regio Decreto del 14 dicembre 1924 e Regie Lettere Patenti del 25 giugno 1926
- Conte don Alfonso Casati (Milano 13 luglio 1918 - Ostra Vetere 6 agosto 1944)
- Marchese don Camillo (8 gennaio 1927 - suicida, Roma 30 agosto 1970), marchese di Casate dal 1946

#### Ramo Casati di Borgolavezzaro
Alfonso (Milano 1565- Coira 1621), patrizio milanese, figlio di Gerolamo e della sua seconda moglie Violante de Silva, divenne 1º conte di Borgolavezzaro con diploma del Re di Spagna del 28 maggio 1621. Ricoprì anche le cariche di decurione di Milano dall'8 agosto 1587, gentiluomo di Camera del Duca di Savoia dal 1593, ambasciatore spagnolo presso la Vecchia Confederazione nel 1595 e dal 1603. Gli succedette il figlio secondogenito don Gerolamo, nato dal matrimonio con Bianca Secco Borella, 2º conte di Borgolavezzaro (1621-1624) e patrizio milanese, anch'egli diplomatico spagnolo presso la Vecchia Confederazione. Questi non lasciò discendenti ed il titolo comitale passò al fratello minore don Carlo Emanuele, 3º conte di Borgolavezzaro (1624-1645) e patrizio milanese, diplomatico spagnolo in Svizzera. Alfonso (morto a Coira il 16 febbraio 1681), patrizio milanese, figlio di Carlo Emanuele e Margherita Besozzi, divenne 4º conte di Borgolavezzaro (1643-1681). Il figlio secondogenito di questi, nato dal matrimonio con Livia Melzi, don Carlo, patrizio milanese (morto il 25 luglio 1730), divenne 5º conte di Borgolavezzaro (1681-1730). Ricoprì inoltre le cariche di Ciambellano Imperiale dal 24 aprile 1688, diplomatico spagnolo in Svizzera, consigliere imperiale privato dal 30 gennaio 1696. Sposò nel 1682 Gerolama Pozzobonelli, figlia di Giovanni Maria marchese di Arluno e di Innocenza Corio dei conti di Robbiate (morta nel 1736). Dal matrimonio nacquero quattro figli. Il secondogenito don Gerolamo, patrizio milanese (morto il 21 gennaio 1759), divenne 6º conte di Borgolavezzaro (1730-1759). Ricoprì anche le cariche di Decurione di Milano dal 12 maggio 1733, e fece parte dei XII di Provvisione nel 1737. Sposò Antonia, figlia di Filippo Casati, dalla quale ebbe tre figli. L'unico figlio maschio, don Alfonso, patrizio milanese (morto il 30 maggio 1762), divenne 7º conte di Borgolavezzaro (1759-1762). Gesuita, morì senza eredi determinando l'estinzione del ramo maschile della famiglia. La sorella maggiore, donna Innocenza (morta nel 1794), ereditò nel 1762 Borgolavezzaro. Innocenza aveva sposato nel 1744 Galeazzo Arconati Visconti, conte di Lomazzo e di Arconate. La coppia tuttavia non ebbe figli, determinando l'estinzione del ramo degli Arconati Visconti alla morte di Galeazzo avvenuta nel 1772. Il feudo di Borgolavezzaro ricadde ai parenti più prossimi, ovvero la zia di Galeazzo, Bianca Arconati Visconti, moglie del marchese Lodovico Busca, ed i loro figli.

### Ramo Casati di Fabbrica
Si originò a partire da Guglielmo Casati (morto dopo il 1322), figlio cadetto di Alberto Casati. Il primo signore di Fabbrica fu Alessandro, patrizio milanese, che ne acquisì i diritti feudali il 2 luglio 1594 sposando Daria Casati, erede di Fabbrica. Gli succedette il secondogenito Gaspare, patrizio milanese, signore di Fabbrica dal 23 aprile 1640. Questi tuttavia non ebbe discendenza e i suoi possedimenti passarono alla sua morte al suo parente più prossimo, il fratello minore Giovanni Battista (1619- Modena 25 febbraio 1661), signore di Fabbrica e patrizio milanese. Questi sposò nel 1637 Lucrezia Bernieri, figlia del conte Girolamo, dalla quale ebbe sette figli. Alla sua morte gli succedette il primogenito Paolo Emilio, che tuttavia rinunciò al feudo nel 1669 a favore del fratello minore Diomede (morto post 27 settembre 1704), patrizio milanese e signore di Fabbrica. Un altro fratello minore, Ramengo (1654- ?), patrizio milanese, fu creato 1º conte di Fabbrica nel 1694 dal Duca di Modena. Alla sua morte gli succedette il figlio secondogenito Gaspare, 2º conte di Fabbrica e patrizio milanese, gentiluomo di Camera del Duca di Modena. Questi morì nel 1738 senza eredi, determinando l'estinzione del ramo dei Casati di Fabbrica.

## Ramo Casati di Piacenza: Casati - Casati Rollieri
Dalla famiglia Casati di Milano, un membro di essa Giovanni venne nominato podestà a Piacenza nel 1350. Il figlio di lui Paolo ebbe nel 1414 dal Capitolo di Sant'Antonino di Piacenza l'investitura in feudo nobile per sé e suoi discendenti della Mezzana, isola del Po, già precedentemente concessa in feudo alla famiglia Visconti nel 1057. Da questi ebbe origine il ramo piacentino della famiglia, divisa in varie branche ancora oggi viventi e presenti sul territorio Milanese, Piacentino e Modenese. Con patente del 10 settembre 1659 il duca Carlo Emanuele II di Savoia eresse il feudo di Andonno (Cuneo) acquistato dalla famiglia Casati in marchesato e con diploma del 20 marzo 1660 i fratelli Francesco e Orazio, cavaliere gerosolimitano, figli di Lodovico e il cugino Orazio di Pietro Antonio furono dal medesimo principe solennemente ed in ogni più ampia forma investiti del feudo suddetto e del titolo di marchese trasmissibile per linea maschile primogeniale. A tale famiglia appartennero Paolo Emilio, consigliere del duca di Ferrara; Paolo, sacerdote della Compagnia di Gesù, matematico e teologo, che contribuì alla conversione della regina Cristina di Svezia; Francesco, arcivescovo di Trebisonda, che prestò ragguardevoli servigi alla Casa d'Este; Bartolomeo, tesoriere e maggiordomo del duca Francesco Farnese; Fra' Antonino Casati, Balì di Gran Croce e di Giustizia Gran Priore di Lombardia e Venezia.

## Blasone

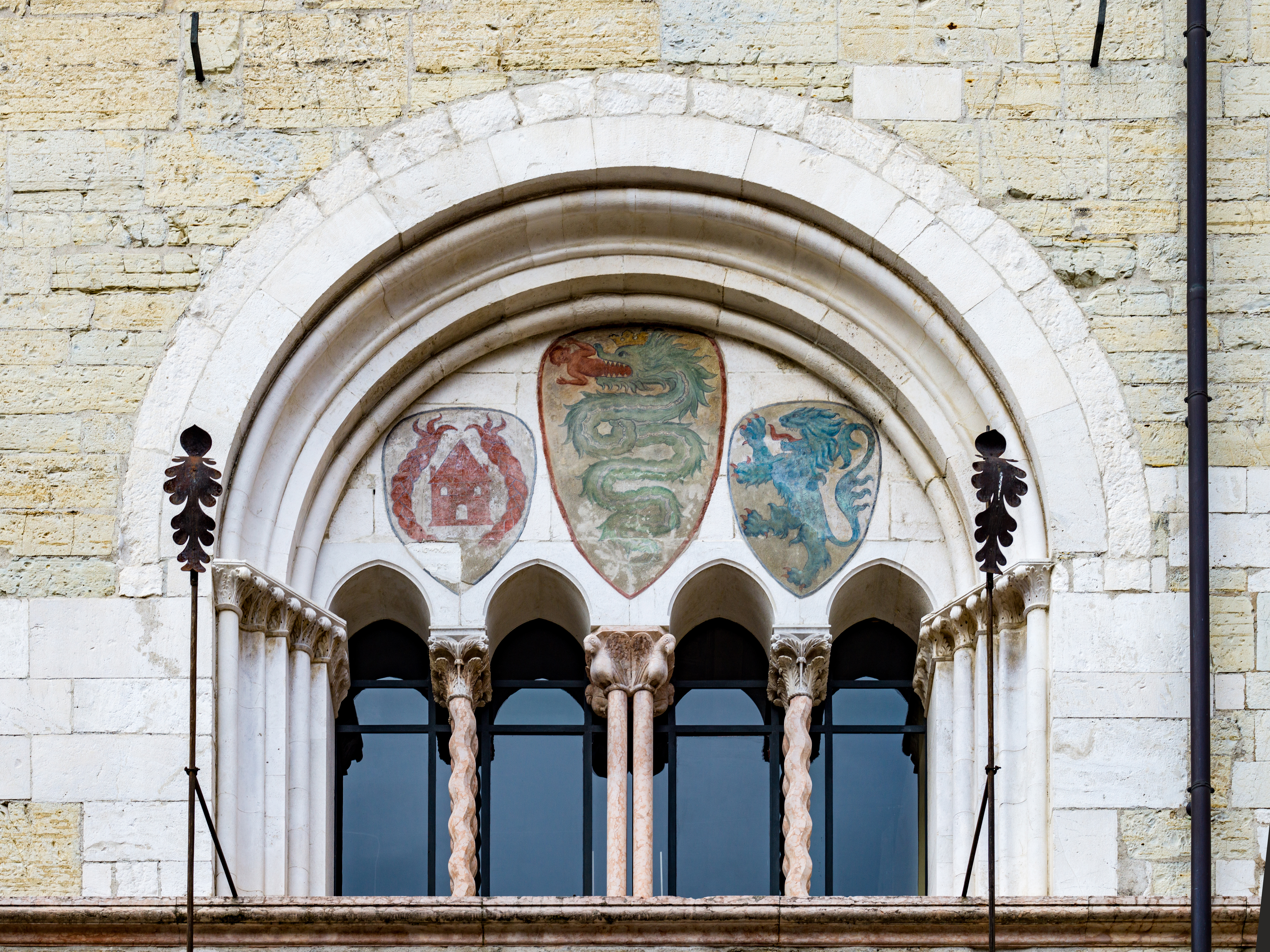
Lo stemma Casati (primo da sinistra) con gli stemmi dei Visconti di Milano e della città di Brescia in una quadrifora del Broletto di Brescia.

Arma: D'argento alla torre di rosso coperta entro a due trecce di rosso piegate in cerchio; con le punte decussate di sotto; col capo di concessione, d'azzurro al FERT, d'oro in caratteri gotici, accostato da due rose d'oro: quella di destra bottonata d'argento, quella di sinistra bottonata di rosso.
Alias: D'argento, al mastio di rosso, aperto del campo, merlato alla guelfa di otto pezzi, il tutto racchiuso tra due trecce di capelli di rosso, passanti in croce di Sant'Andrea in punta dello scudo e con le punte combaciantesi in alto.
Cimiero: un'aquila di nero nascente, rostrata d'oro e linguata di rosso.